# Elecciones generales de Tanzania de 1970
Las elecciones generales de Tanzania de 1970 se llevaron el 30 de octubre del mismo año. Era la segunda elección general desde que Tanzania logró su independencia y se conformara como un Estado unipartidista, donde solo dos agrupaciones políticas en alianza: Unión Nacional Africana de Tanganica (TANU) y Partido Afro-Shiraz (ASP). El líder del oficialismo, Julius Nyerere, es el mandatario desde 1965, cuando se instauró el régimen revolucionario.

## Antecedentes

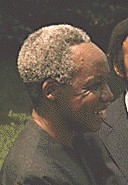
Presidente Julius Nyerere, desde la independencia de Tanganica (1965).

El país era un Estado unipartidista, donde la alianza de dos partidos que apoyan al gobierno es la única colectividad política legal. Toda las demás agrupaciones políticas se encontraban ilegalizadas, por lo que no existía oposición. La Unión Nacional Africana de Tanganica (TANU) y el Partido Afro-Shirazi (ASP), controlan el poder político, militar y económico de Tanzania. El Partido Afro-Shirazi fue el único partido en la región de Zanzíbar.
Estas fueron las primeras elecciones en celebrarse tras la promulgación de la famosa Declaración de Arusha, que implementó en Tanzania un régimen para llevar al país al desarrollo del socialismo político y económico. Se mantenían las dos agrupaciones políticas existentes como únicas legales en todo el país.
Para la Asamblea Nacional debía ser candidato de ambos partidos cualquiera que estuviera en el mismo sentido ideológico que la Declaración de Arusha, es decir, de orientación marxista o izquierda. Este requisito para ser candidato se encontraba por sobre las demás condiciones mínimas que regían los procedimientos de nominación.

## Resultados electorales

### Presidenciales
|  | 96,9 % |

|  | 3,1 % |

|  | 97,9 % |

|  | 2,1 % |

|  | 100.0 % |

|  | 72.2 % |

### Asamblea Nacional
| Unión Nacional Africana de Tanganica (TANU)-Partido Afro-Shiraz (ASP) | \| \| 100,00 % \| | 212 |
| Designados por el Presidente de la República                          |                   | 27  |
| Designados por el Consejo Revolucionario de Zanzíbar                  |                   | 20  |
| Fuente: Tanzania 1970: Resultados de la elección parlamentaria        |                   |     |
|                                                                       | 100,00 %          |     |